# Toyota Soarer
Toyota Soarer (яп. トヨタ・ソアラ, Тойота Соарер) — автомобіль з кузовом типу купе, класу GT (Gran Turismo), що випускався фірмою Toyota в Японії з 1981 по 2005 рік.

## Перше покоління

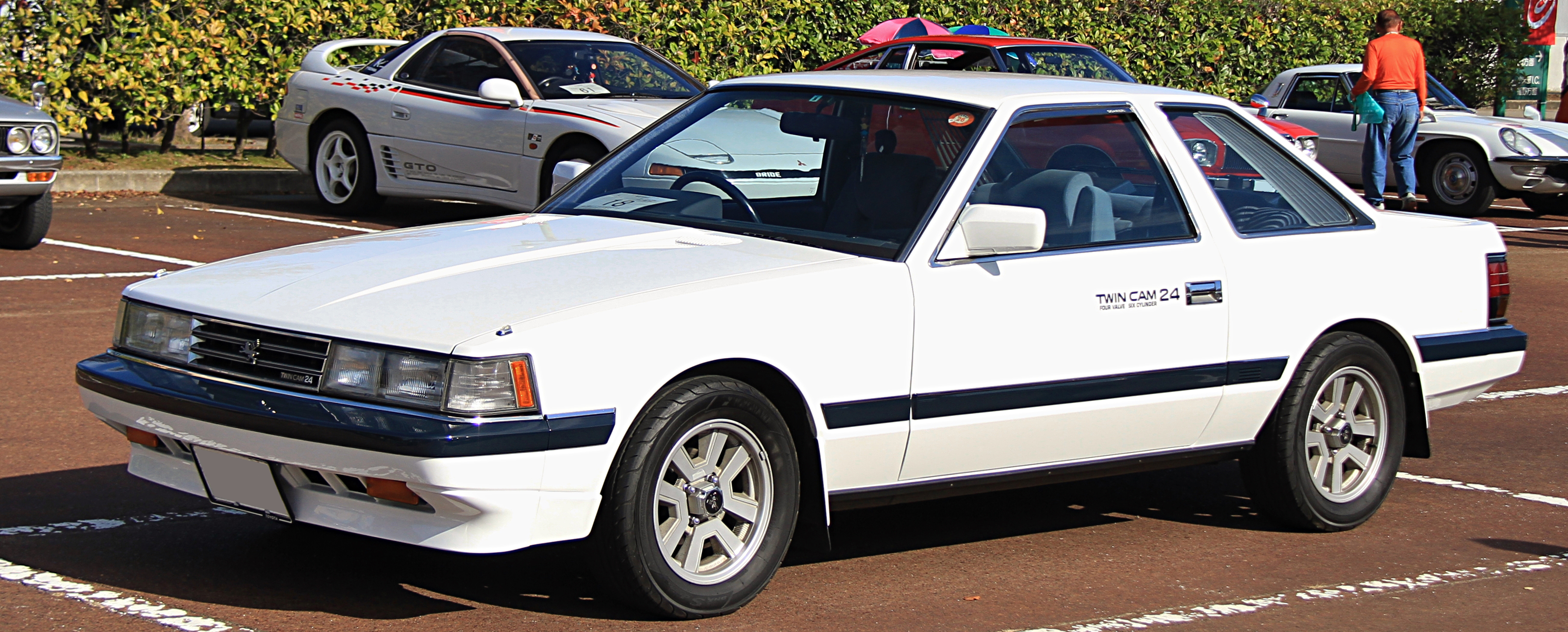
Toyota Soarer Z10

Вперше автомобіль був показаний як прототип EX-8 на автошоу в місті Осака, Японія. У 1981 році пішов у виробництво поколінням Z1, яке замінило купе Toyota Mark II Coupe, і представляло собою кутасте купе з двома дверима.

### Двигуни
- 2.0 L 1G-EU I6
- 2.0 L 1G-GEU I6
- 2.0 L M-TEU I6
- 2.8 L 5M-GEU I6
- 3.0 L 6M-GEU I6

## Друге покоління

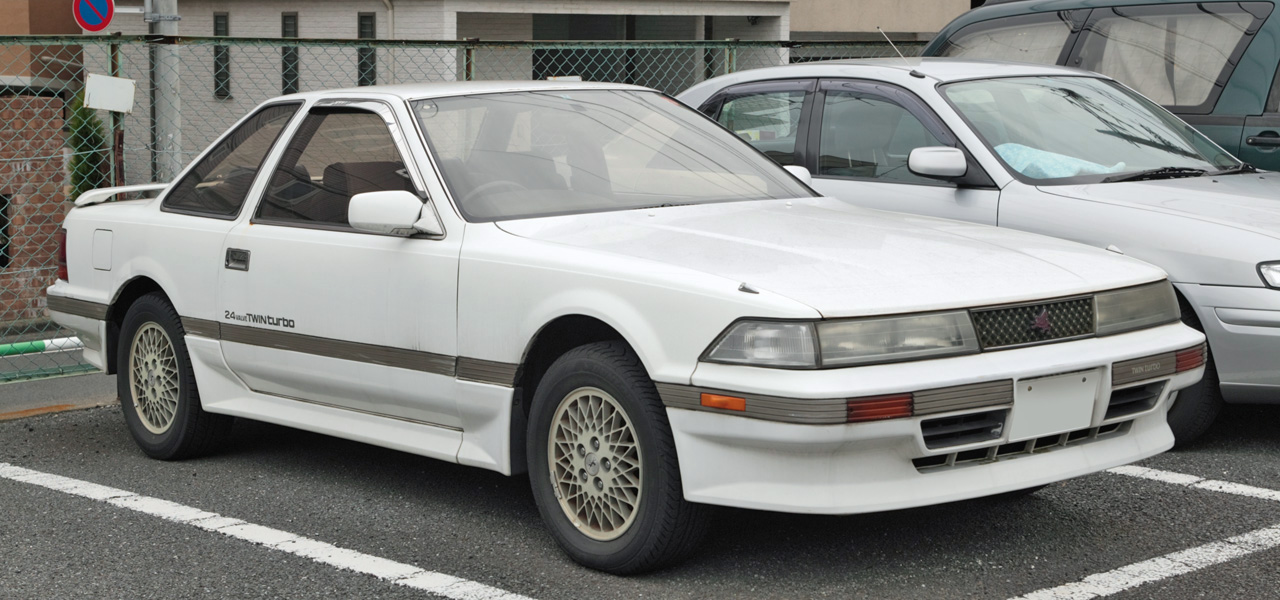
Toyota Soarer Z20

У 1986 році був випущений більш округлий Toyota Soarer (покоління Z2).

### Двигуни
- 2.0 L 1G-E I6
- 2.0 L 1G-GE I6
- 2.0 L 1G-FE I6
- 2.0 L 1G-GTE I6 turbo
- 3.0 L 7M-GTE I6 turbo

## Третє покоління

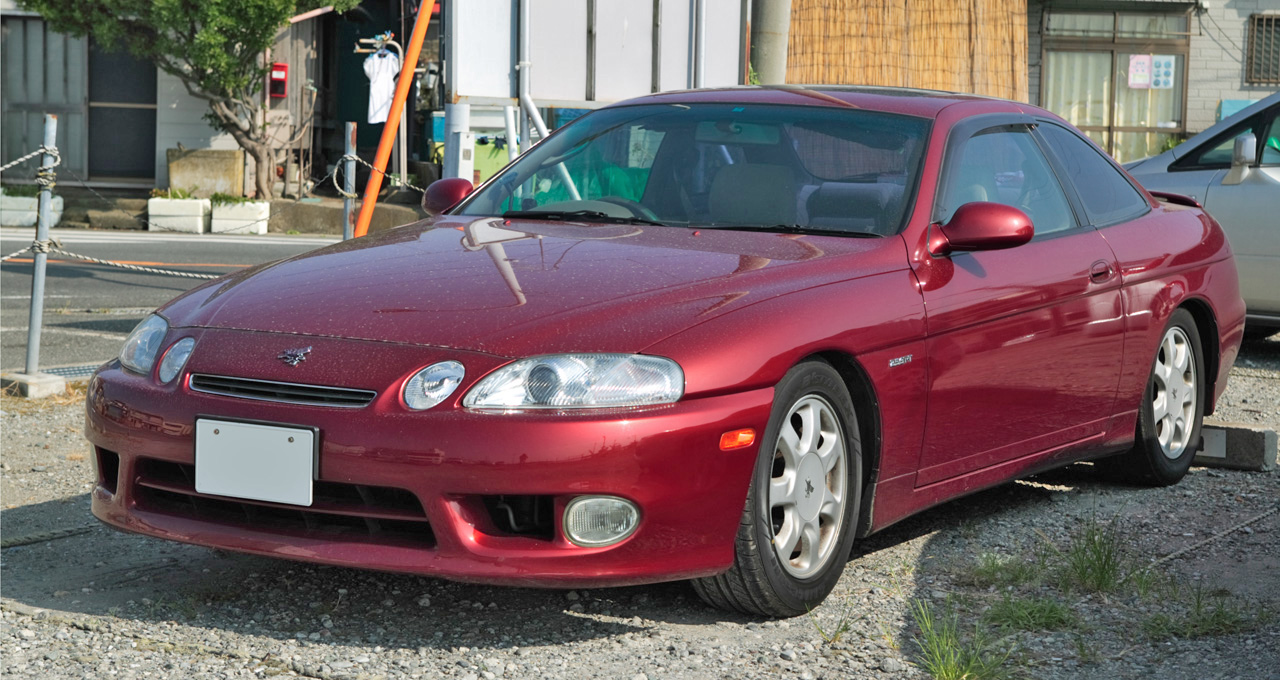
Toyota Soarer Z30

У 1991 році в Японії вийшло третє покоління (30 серія) Toyota Soarer. На основі 30 серії був створений Lexus SC — розкішне купе, яке випускається сформованим в 1990 році підрозділом Toyota з виробництва більш дорогих автомобілів для експорту за межі Японії — Lexus. Хоча і Lexus SC, і Soarer мали загальний зовнішній вигляд, і деякі загальні компоненти, 30 серія випускалася з іншою трансмісією, двигунами і включала в себе кілька унікальних моделей.

### Двигуни
- 2.5 L 1JZ-GTE L6 turbo
- 3.0 L 2JZ-GE L6
- 4.0 L 1UZ-FE V8

## Четверте покоління

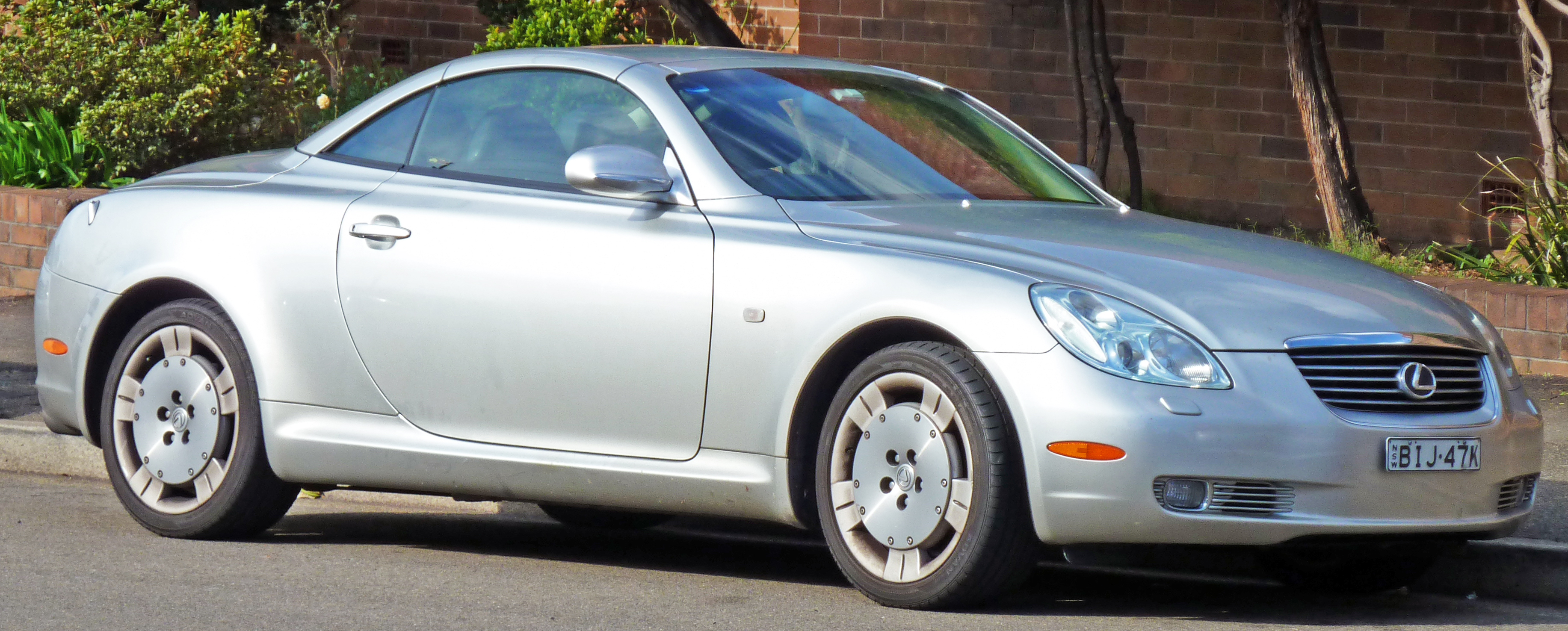
Toyota Soarer Z40

У 2001 році Toyota представила четверте покоління (40 серію) Soarer вже як купе-кабріолет, за межами Японії продавалося як Lexus SC430. На відміну від попередніх версій, Soarer четвертого покоління і Lexus SC були практично ідентичні. Після офіційного відкриття продажів Lexus в Японії в 2005 році, 40 серія була знята з виробництва, і на японський ринок вийшов Lexus SC430.

### Двигун
- 4.3 L 3UZ-FE V8